# زیردریایی آرکیمد
زیردریایی آرکیمد (به انگلیسی: Italian submarine Archimede) یک زیردریایی بود که طول آن 72.5 m بود. این زیردریایی در سال ۱۹۳۹ ساخته شد.